# Pavel II. Antonín Esterházy z Galanty
Pavel II. Antonín Esterházy z Galanty (22. dubna 1711 Eisenstadt, Burgenland – 18. března 1762 Vídeň), německy Paul II. Anton Esterházy de Galantha byl uherský šlechtic z rodu Esterházyů, císařský polní maršál a podporovatel hudby.

## Život

Erb rodu

Rodokmen

Pavel II. Antonín studoval ve Vídni a v Leidenu a vykazoval horlivý zájem o kulturu. Jako typický Esterházy podporoval panovnici Marii Terezii od roku 1741 ve válce o rakouské dědictví. V roce 1742 byl velitelem husarského pluku. Na základě četných úspěchů na bojišti byl kníže jmenován v roce 1747 polním podmaršálkem a po válce byl vyslán jako císařský velvyslanec do Neapole. Působil tam od roku 1750 do roku 1753.
Od roku 1756 bojoval v sedmileté válce jako generál kavalérie, ale již v hodnosti polního maršála v roce 1758 odešel do důchodu. Poté se více staral se o humanitární a kulturní záležitosti jako například o reorganizaci svého dvorního orchestru po jmenování Josepha Haydna vicekapelníkem.
Po bezdětném zesnulém knížeti dědil jeho bratr Mikuláš.